# 郭榮宗 (花蓮縣)
郭榮宗（1927年—2014年12月30日），台灣省花蓮縣人。1980年及1983年，在臺灣省第六選區當選第一屆第三、四次增額立法委員。

## 生平
- 國立台灣師範大學教育學系畢業
- 省立台北復興中學教員
- 省立花蓮女中教員
- 花蓮市民眾服務站主任
- 中國國民黨花蓮縣黨部副組長
- 花蓮市市長
- 臺灣省花蓮農田水利會會長
- 國際同濟會中華民國總會秘書長
- 2014年12月30日去世，享壽八十七，予明令褒揚[2]